# لودفيغ مونك
لودفيغ مونك (بالنرويجية البوكمول: Ludvig Munk؛ بالدنماركية: Ludvig Munk) هو موظف مدني نرويجي ودنماركي، ولد في 1537 في فايله في الدنمارك، وتوفي في 8 أبريل 1602 في فين في الدنمارك.